# Natalie Appleton
Natalie Jane Appleton Howlett (Mississauga, 14 de Maio de 1973) é uma cantora canadense, conhecida mundialmente por ter sido integrante dos grupos Appleton e All Saints..

## Biografia
Viveu em Toronto e em Nova Iorque, e atualmente vive em Londres, no Reino Unido. Em 2000, estreou-se como atriz no filme Honest. Em 2002 casou com Liam Howlett, membro fundador da banda The Prodigy.
Natalie tem uma filha chamada Rachel, nascida em 19 de maio de 1992, Rachel é filha de Natalie com seu ex-marido, o ex-stripper Carl Robinson. E também tem um filho, Ace Billy Howlett, nascido em 2 de março de 2004, com o seu atual marido, Liam Howlett.
Natalie e sua irmã, Nicole Appleton formaram uma dupla chamada Appleton, o primeiro single, "Fantasy", foi lançado em setembro de 2002, chegando ao segundo lugar na paradas inglesas. E o disco "Everything's Eventual" foi lançado em 24 de fevereiro de 2003.
Em 2002 também foi publicada a autobiografia das duas, intitulada Together. O livro deu bastante que falar na imprensa britânica devido aos pormenores picantes revelados, nomeadamente detalhes sobre as brigas que tinham com as restantes All Saints (os motivos que levaram à separação da banda) e o aborto de Nicole (estava grávida de Robbie Williams, o seu namorado na época).
Em janeiro de 2006 foi anunciado que a banda All Saints assinou um contrato com a editora Parlophone e EMI para reformar o grupo. O novo álbum foi lançado em novembro de 2006, o primeiro single se chamou Rock Steady.